# Бахреин на Светском првенству у атлетици на отвореном 2009.
Бахреин је учествовао на Светском првенству у атлетици на отвореном 2009. одржаном у Берлину од 15-23. августа, десети пут, није учествовао 1987. и 1999. године. Репрезентацију Бахреина представљало је 9 такмичара (6 мушкараца и 3 жене) у 7 дисциплина.
На овом првенству Бахреин је по броју освојених медаља заузела 11. место са 3 освојене медаље (2 златне и 1 бронзана). Оборен је 1 национални и 1 лични рекорд и остварен је 1 најбољи лични резултат сезоне. У табели успешности према броју и пласману такмичара који су учествовали у финалним такмичењима (првих 8 такмичара) Бахреин је са три учесника у финалу делио 19. место са 22 бода.
| Плас. | Земља   | 1. место | 2. место | 3. место | 4. место | 5. место | 6. место | 7. место | 8. место | Бр. финал. | Бод. |
| ----- | ------- | -------- | -------- | -------- | -------- | -------- | -------- | -------- | -------- | ---------- | ---- |
| =19.  | Бахреин | 2        | 0        | 1        | 0        | 0        | 0        | 0        | 0        | 3          | 22   |

## Учесници
| Мушкарци: - Јусуф Саад Камел — 800 м, 1.500 м - Белал Мансур Али — 800 м, 1.500 м - Халид Камал Јасин — Маратон - Stephen Loruo Kamar — Маратон - Тарик Мубарак Тахер — 3.000 м са препрекама - Мохамед Јусуф Салман — Троскок | Жене: - Rakia Al-Gassra — 100 м, 200 м - Мими Белете — 1.500 м - Марјам Јусуф Џамал — 1.500 м |  |

## Освајачи медаља

### Злато (2)
- Јусуф Саад Камел — 1.500 м
- Марјам Јусуф Џамал — 1.500 м

### Бронза
- Јусуф Саад Камел — 800 м

## Резултати

### Мушкарци
| Атлетичар            | Дисциплина       | Лични рекорд        | Група             | Група             | Полуфинале           | Полуфинале   | Финале               | Финале       | Детаљи |
| Атлетичар            | Дисциплина       | Лични рекорд        | Резултат          | Место             | Резултат             | Место        | Резултат             | Место        | Детаљи |
| -------------------- | ---------------- | ------------------- | ----------------- | ----------------- | -------------------- | ------------ | -------------------- | ------------ | ------ |
| Јусуф Саад Камел     | 800 м            | 1:42,79 НР          | 1:46,43 КВ ЛРС    | 1. у гр. 4        | 1:45,01 КВ ЛРС       | 1. у гр. 2   | 1:45,35              |              |        |
| Белал Мансур Али     | 800 м            | 1:44,02             | 1:47,16 КВ        | 2. у гр. 2        | 1:46,57              | 3. у гр. 1   | Није се квалификовао | 15 / 48 (51) |        |
| Јусуф Саад Камел²    | 1.500 м          | 3:31,56             | 3:37,59 КВ        | 5. у гр. 4        | 3:36,87 КВ           | 4. у гр. 1   | 3:35,93              |              |        |
| Белал Мансур Али²    | 1.500 м          | 3:31,49             | 3:43,06 КВ        | 5. у гр. 1        | 3:36,87 КВ           | 5. у гр. 2   | 3:37,72              | 9 / 53 (54)  |        |
| Халид Камал Јасин    | Маратон          | 2:11:43             |                   |                   |                      |              | 2:20:11              | 40/ 70 (98)  |        |
| Stephen Loruo Kamar  | Маратон          | 2:10:46             | Није завршио трку | Није завршио трку |                      |              |                      |              |        |
| Тарик Мубарак Тахер  | 3.000 м препреке | 8:06,13 НР          | 8:18,13           | 2. у гр. 1        |                      |              | 8:17,08              | 10 / 36 (39) |        |
| Мохамед Јусуф Салман | Троскок          | 16,70 (-1,4 м/с) НР | 16,05             | 18. у гр. А       | Није се квалификовао | 37 / 44 (46) |                      |              |        |

- Атлетичари означене бројем² су учествовале у некој од дисциплина.

### Жене
| Атлетичарка        | Дисциплина | Лични рекорд        | Група            | Група            | Четвртфинале     | Четвртфинале     | Полуфинале            | Полуфинале            | Финале                | Финале                | Детаљи |
| Атлетичарка        | Дисциплина | Лични рекорд        | Резултат         | Место            | Резултат         | Место            | Резултат              | Место                 | Резултат              | Место                 | Детаљи |
| ------------------ | ---------- | ------------------- | ---------------- | ---------------- | ---------------- | ---------------- | --------------------- | --------------------- | --------------------- | --------------------- | ------ |
| Rakia Al-Gassra    | 100 м      | 11,12 (+1,5 м/с) НР | Дисквалификована | Дисквалификована | Дисквалификована | Дисквалификована | Није се квалификовала | Није се квалификовала | Није се квалификовала | Није се квалификовала |        |
| Rakia Al-Gassra    | 200 м      | 22,65 (+0,5 м/с) НР | Дисквалификована | Дисквалификована | Дисквалификована | Дисквалификована | Није се квалификовала | Није се квалификовала | Није се квалификовала | Није се квалификовала |        |
| Мими Белете        | 1.500 м    | 4:00,25             | 4:08,36 кв       | 7. у гр. 2       |                  |                  | 4:13,30               | 10. у гр. 2           | Није се квалификовала | 23/ 41 (42)           |        |
| Марјам Јусуф Џамал | 1.500 м    | 3:56,18 НР          | 4:08,76 КВ       | 1. у гр. 1       | 4:03,64 КВ       | 1. у гр. 1       | 4:03,74               |                       |                       |                       |        |